# 램파트 (영화)
《램파트》(영어: Rampart)는 2011년 공개된 미국의 범죄 드라마 영화이다. 오런 모버먼이 연출과 공동 각본을 맡고, 우디 해럴슨, 네드 비티, 벤 포스터, 앤 헤이치, 아이스 큐브, 신시아 닉슨, 시고니 위버, 로빈 라이트, 스티브 부세미, 브리 라슨 등이 출연하였다. 1990년대 후반에 벌어진 로스앤젤레스 경찰국 부패 추문 사건인 램파트 스캔들을 배경으로 삼았다.
2011년 9월 10일 제36회 토론토 국제 영화제에서 전 세계 최초로 상영되었으며, 2012년 2월 10일 미국에서 극장 개봉하였다. 평단으로부터 대체로 긍정 평가를 받았으나 박스오피스 봄이 되었다.

## 줄거리
경력 24년차인 로스앤젤레스 경찰국(LAPD) 램파트국 백인 형사 데이브는 한 흑인 시민이 순찰차 옆구리를 박고 도주를 시도하자 붙잡아 폭행한다. 한 행인이 이를 촬영하면서 뉴스에 보도되고, 안 그래도 추문에 휩싸여 있는 LAPD는 데이브가 일으킨 논란에 부담을 느낀다. 지방 검사보는 그냥 은퇴할 것을 권한다. 하지만 데이브는 자신의 행동을 정당화하며 버틴다.
집안 상황까지 겹쳐 당장 현금이 필요해진 데이브는 전직 경찰 하츠혼으로부터 큰 판돈이 걸린 불법 카드 도박판 정보를 얻는다. 밖에서 창을 통해 도박판을 염탐하던 중 총을 소지한 두 남자가 판을 엎고 돈을 훔쳐 도망치자 데이브는 뒤를 쫓아가 한 명을 죽이고 한 명은 살려 보낸다.
곧 데이브는 노숙인 "제너럴"이 근처에서 이 상황을 전부 지켜봤다는 걸 알게 되는데...

## 출연진
- 우디 해럴슨 - 데이비드 더글러스 "데이브" 브라운 역
- 네드 베이티 - 하츠혼 역
- 벤 포스터 - "제너럴" 테리 역
- 앤 헤이치 - 캐서린 역
- 아이스 큐브 - 카일 팀킨스 역: 지방 검찰청 수사관.
- 신시아 닉슨 - 바버라 역
- 시고니 위버 - 조앤 컨프리 역
- 로빈 라이트 - 린다 펜트레스 역: 변호사.
- 스티브 부세미 - 빌 블라고 역
- 브리 라슨 - 헬렌 역
- 돈 크리치 - 악덕 수석 변호사 역
- 존 번솔 - 댄 머론 역
- 존 포스터 - 마이클 휘터커 역
- 로버트 위즈덤 - 경감 역
- 오드라 맥도널드 - 세라 역

## 기타 제작진
- 협력 제작: 윌리엄 폴 클라크
- 미술: 데이비드 와스코
- 세트: 샌디 와스코
- 의상: 캐서린 조지